# Rivière Laverlochère
Rivière Laverlochère är ett vattendrag i Kanada.   Det ligger i provinsen Québec, i den sydöstra delen av landet, 300 km nordväst om huvudstaden Ottawa.
I omgivningarna runt Rivière Laverlochère växer i huvudsak blandskog. Runt Rivière Laverlochère är det mycket glesbefolkat, med 2 invånare per kvadratkilometer.